# Голозубинецький парк
Голозубинецький парк — парк-пам'ятка садово-паркового мистецтва загальнодержавного значення в Україні. Розташовується на південному сході села Голозубинці, Дунаєвецький район, Хмельницька область. 
Загальна площа 21 га. Парку присвоєний заповідний статус згідно з Постановою Ради Міністрів УРСР № 105 від 29.01.1960 року. Перебуває у віданні Обласної протитуберкульозної лікарні. 

## Історія
1850 року Вінцент Красинський продав село Голозубинці польському поміщику та голові судів Віктору-Миколаю Скібневському гербу Слеповрон. Помістя перейшло у спадок одному з його синів — Віктору-Зігмунду, а його нащадок Віктор-Станіслав Скібнєвський став останнім власником цієї території. Його дружину звали Емілія Жураковська. На початку 1860-х років Віктор-Зігмунд розпочав будівництво палацу, створеного у класичному стилі. Місцем для будівництва був обраний схил одного з пагорбів. Палац побудували невеликого розміру та прямокутної форми. Зі сторони партеру він набув вигляду одноповерхової будівлі з фасадом. Архітектором будівлі став майстер з Польщі О. Сосновський. Протягом кінця XIX століття — початку XX століття палац в Голозубинецькому парку отримав декілька прибудов, його було розширено згідно з проектом реконструкції барона Гороха. Після революції 1917 року на території парку містився ветеринарний технікум. З 1956 по 1958 рік у Голозубинецькому парку був організований військовий шпиталь. З 1960-х років була розташовувана протитуберкульозна лікарня, яка функціонує і у XXI столітті. У XXI столітті будівлю використовують як житлові приміщення, якими користуються працівники лікарні. Підвали, що мають декоративне оформлення та склади, використовуються за призначенням.

## Опис
Голозубинецький парк розташований частково на схилі, частково — на березі річки Студениці. На території парку міститься багато кам'яних порід. Є каміння різних розмірів та скелі. Рельєф парку вплинув на принципи його формування. На протилежному боці яру річки Студениці розташовується густий ліс. На плескатому схилі є зелені галявини. При створенні парку були використанні різноманітні прийоми ландшафтного стилю. По різним сторонам паркових алей та доріжок зростає липа європейська, ясен звичайний та гіркокаштан звичайний. Діаметр їхніх стовбурів понад 1 метр. Створена вікова алея сосни чорної. На її території зростає 29 дерев, їх приблизний вік — 150 років. Ще сім рослин ростуть у різних куточках парку. Їхня висота від 22 до 26 метрів, діаметр стовбура від 54,2 до 68,1 сантиметрів. На території парку зростають місцеві і інтродуковані породи, серед яких туя західна, липа срібляста, півонія деревоподібна, ялівець віргінський, модрина польська та клен цукристий. Вік дерево 110—120 років. Кількість порід дерев, що зростають у парку, перевищує три десятки. Біля парку розташовується сад з плодовими деревами та кущами. Зростають різні сорти груш, слив, черешень, малини, кизилу, аґрусу, яблуні, смородини, порічок та вишні. На схилі парку зростає тсуга канадська. Її висота 18 метрів, діаметр стовбура 51,9 сантиметрів. Збереженні двоє в'їзних воріт та мур, одні з воріт — функціонують. Для будівництва муру був використаний сірий пісковик. На території парку колись існували деревний розсадник та теплиця.